# Emiliano Grillo
Emiliano Grillo (Resistencia, 14 de septiembre de 1992) es un golfista profesional argentino que disputa el PGA Tour. En 2015 ganó el Frys.com Open del PGA Tour.
Participó en los Juegos Olímpicos de Río de Janeiro 2016.

## Carrera
En su juventud, Grillo fue cuarto finalista en el U.S. Junior Amateur 2008. Obtuvo el Byron Nelson International Junior Golf Award de 2009.
Grillo pasó al profesionalismo en 2011, consiguiendo aquel estatus mediante el European Tour vía torneos clasificatorios. Finalizó 10º en su primer evento, el Africa Open de 2012.
En 2014, el golfista resultó segundo en el Dubai Desert Classic, octavo en el Abierto Internacional BMW y undécimo en el Abierto de Turquía, para finalizar 44.º en la clasificación general del European Tour. Más tarde triunfó en el Abierto de Argentina del PGA Tour Latinoamérica.
Grillo continuó en el European Tour en 2015.  Finalizó tercero en el Abierto de China,  quinto en el Masters de Catar, sexto en el Open de España y undécimo en el Shenzhen International. Obtuvo un cuarto puesto en el Campeonato Mundial de Dubái, para acabar 40.º en la clasificación general.
También en 2015, Grilló disputó siete torneos del PGA Tour, finalizando segundo en el Abierto de Puerto Rico y décimo en Alabama. Clasificó a las finales del Web.com Tour, donde obtuvo una victoria y un segundo puesto para obtener su tarjeta del PGA Tour.
El argentino inició la temporada 2016 del PGA Tour con una victoria en  Napa. En los torneos mayores, finalizó 12º en el Abierto Británico, 13º en el Campeonato de la PGA, 17º en el Masters de Augusta y 54.º en el Abierto de los Estados Unidos, con tarjetas de 283, 274, 292 y 293. En los playoffs, obtuvo un segundo puesto en el Barclays y un décimo en el Tour Championship. Finalizó 11º en la Copa FedEx, siendo votado Novato del Año del PGA Tour. Por otra parte, fue segundo en la ISPS Handa Global Cup de Japón y octavo en los Juegos Olímpicos de Río de Janeiro 2016.
En 2017 fue convocado por primera vez para participar de la Copa de Presidentes como integrante del equipo internacional.
En 2020 recibió el Premio Konex de Platino por su trayectoria como golfista en los últimos diez años.
El 7 de febrero del 2025 hizo un ace en el mítico hoyo 16 del Abierto de Phoenix.